# Schwarzlaichmoor

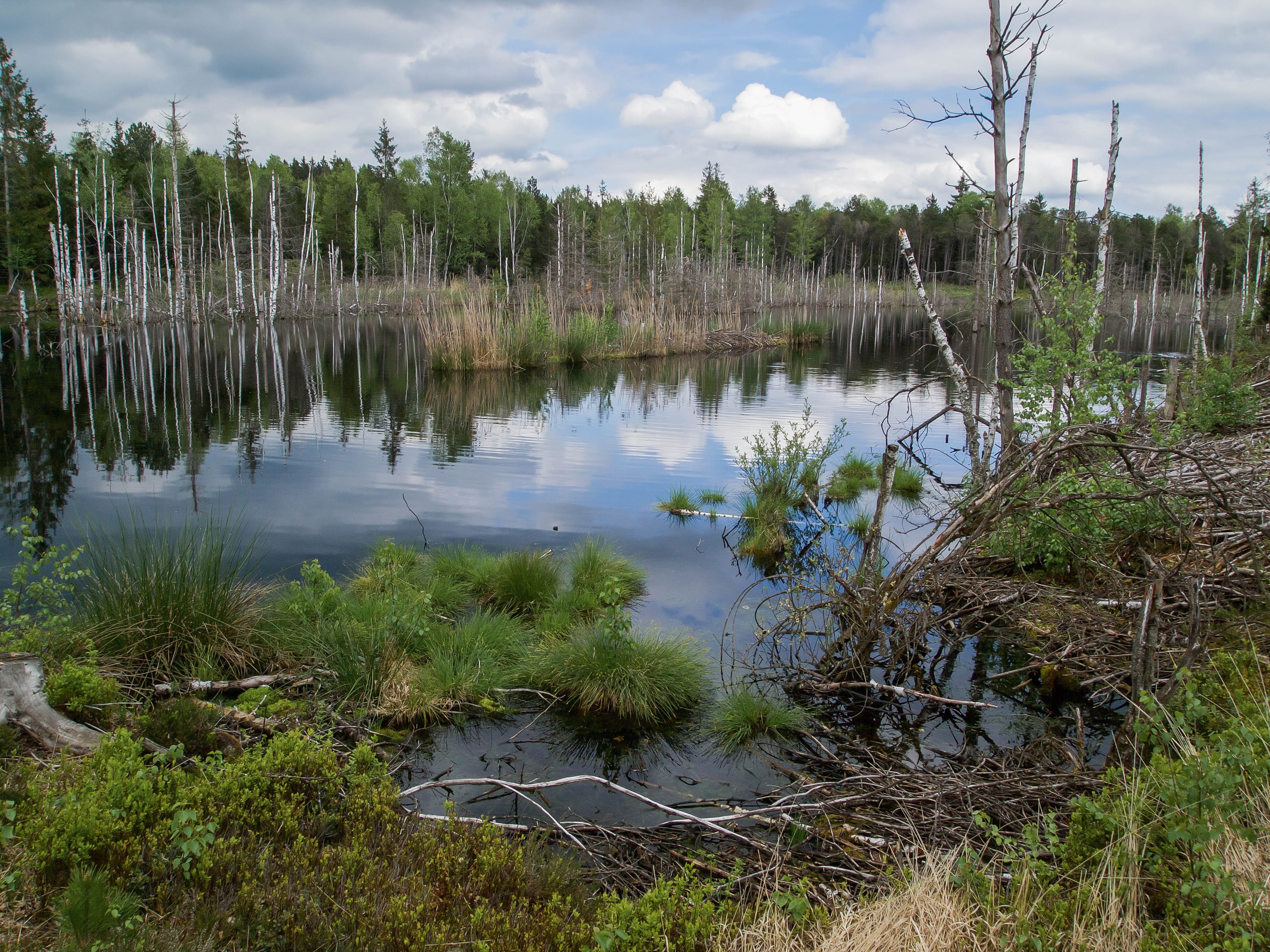
Naturschutzgebiet Schwarzlaichmoor (Mai 2016)

Das Naturschutzgebiet Schwarzlaichmoor liegt im Landkreis Weilheim-Schongau in Oberbayern auf dem Gebiet der Gemeinde Peiting.
Das 127,44 ha große Gebiet mit der Nr. NSG-00057.01, das im Jahr 1951 unter Naturschutz gestellt wurde, erstreckt sich nordwestlich des Kernortes Hohenpeißenberg der Gemeinde Hohenpeißenberg. Unweit südlich des Gebietes, durch das der Schwarzlaichbach hindurchfließt, verläuft die B 472.